# Grafschaft Pardiac
Die Grafschaft Pardiac war ein Teil der Grafschaft Astarac, bis Graf Arnaud II. von Astarac das Gebiet 1023 seinem jüngeren Sohn Bernard gab. In weiblicher Erbfolge ging Pardiac Ende des 13. Jahrhunderts an das Haus Montlezun und 1391 an das Haus Lomagne. Mit dem Aussterben des Hauses Lomagne fiel Pardiac an die französische Krone.
Die Grafschaft umfasste den heute Rivière-Basse genannten Teil der Gascogne im Norden des Départements Hautes-Pyrénées und Südwesten des Départements Gers.

## Haus Astarac
- Ab 1023: Bernard I. Pelagos, Comte de Pardiac, Sohn von Arnaud II., Comte d’Astarac; ⚭ Biverne
- Bis 1083: Arnaud III., dessen Sohn
- 1083–1124: Bernard II., dessen Sohn
- 1124–1171: Oger I., dessen Sohn
- 1171–1205: Oger II., dessen Sohn
- 1205–1237: Guillaume I., dessen Sohn
- 1237–1265: Bohémond I., dessen Sohn
- 1265–1312: Marie, dessen Tochter, ⚭ Oger III., Vicomte de Montlezun

## Haus Montlezun
- Bis 1307: Oger III. de Montlezun; ⚭ Marie de Pardiac
- 1312–1337: Arnaud-Guilhem II., dessen Sohn
- 1337–1358: Arnaud-Guilhem III., dessen Sohn
- 1358–1368: Arnaud-Guilhem IV., dessen Sohn; ⚭ I Eléonore de Peralta; ⚭ II Mabille d’Albret (Haus Albret)
- 1368–1391: Arnaud-Guilhem V, dessen Sohn mit Eléonore de Peralta

## Haus Lomagne
- Géraud IV.; † 1401, Vizegraf von Fézensaguet, 1391 Graf von Pardiac
- Jean II.; † 1402, dessen Sohn, Graf von Pardiac

Nach Jeans Tod bemächtigt sich dessen Vetter, Graf Bernard VII. von Armagnac, seiner Besitzungen und vereint sie mit den eigenen.
- Bernard VII.; † 1418, Graf von Armagnac und Pardiac, Connétable von Frankreich
- Bernard d’Armagnac; † 1462, Graf von Pardiac, Vizegraf von Carlat und Murat, sowie durch seine Ehe Herzog von Nemours, Graf von La Marche und Castres
- Jacques d’Armagnac; † 1477, dessen Sohn, Graf von Pardiac und Herzog von Nemours
- Jean d’Armagnac; † 1500, dessen Sohn, Graf von Pardiac und Herzog von Nemours
- Louis d’Armagnac; † 1503, dessen Bruder, Graf von Pardiac und Herzog von Nemours
- Charlotte d’Armagnac; † 1504, dessen Schwester

Nach ihrem Tod fällt Pardiac an die Krone.